# Трофей Санкт-Петербурга по теннису среди женщин
Трофей Санкт-Петербурга — женский профессиональный международный теннисный турнир, проходящий зимой в Санкт-Петербурге (Россия) на крытых хардовых кортах комплексов «Сибур Арена» и «Динамо». С 2016 года относится к серии WTA 500 с призовым фондом около 700 тысяч долларов и турнирной сеткой, рассчитанной на 28 участниц в одиночном разряде и 16 пар.

## Общая информация
Санкт-Петербург впервые появился в календаре женского протура в 1991 году, когда сюда было переведено советское соревнование тура ассоциации. Здесь турнир прошёл лишь раз, после чего его проведение было приостановлено. Возрождение приза произошло уже в Москве, а женский протур вернулся в северную столицу России лишь в 2003 году, когда под вывеской Кубок Невы здесь организовал своё соревнование тур ITF. Этот приз просуществовал четыре сезона, имея постоянный призовой фонд в 25 тысяч долларов, а в 2004 году даже удвоив его. Позже турнир несколько раз пытались возродить: в 2008 году — во всеволожском теннисном центре, а в 2015-м — в СК «Динамо» и во второй раз попытка оказалась успешной: при поддержке «Газпрома» приз уже через год заполучил лицензию соревнования премьер-серии WTA, выкупив место турнира в Антверпене.
Победительницы и финалистки
Турнир год от года достаточно сильно менял свой состав и первые десять розыгрышей одиночного турнира выиграли десять разных теннисисток. Первой теннисисткой кому удалось дважды выиграть турнир стала Кики Бертенс, которая первенствовала в 2019 и 2020 годах.
В парах единственной многократной чемпионкой стала Анастасия Павлюченкова (выигравшая чемпионаты 2006-го и 2008-го годов). Однажды за историю турнира был сыгран мононациональный финал: в парном финале 2005 года.
| Годы                | Размер фонда     |
| ------------------- | ---------------- |
| 2003, 2005-06, 2008 | 25 000 долларов  |
| 2004, 2015          | 50 000 долларов  |
| 2016                | 753 000 долларов |
| 2017                | 776 000 долларов |
| 2018                | 799 000 долларов |
| 2019                | 823 000 долларов |
| 2020                | 848 000 долларов |
| 2021                | 565 530 долларов |

## Финалы турнира
| Год                     | Чемпионка            | Финалистка          | Счёт            |
| ----------------------- | -------------------- | ------------------- | --------------- |
| Трофей Санкт-Петербурга |                      |                     |                 |
| 2022                    | Анетт Контавейт      | Мария Саккари       | 5-7 7-6(4) 7-5  |
| 2021                    | Дарья Касаткина      | Маргарита Гаспарян  | 3-6 1-2 — отказ |
| 2020                    | Кики Бертенс (2)     | Елена Рыбакина      | 6-1 6-3         |
| 2019                    | Кики Бертенс         | Донна Векич         | 7-6(2) 6-4      |
| 2018                    | Петра Квитова        | Кристина Младенович | 6-1 6-2         |
| 2017                    | Кристина Младенович  | Юлия Путинцева      | 6-2 6-7(3) 6-4  |
| 2016                    | Роберта Винчи        | Белинда Бенчич      | 6-4 6-3         |
| Кубок Невы              |                      |                     |                 |
| 2015                    | Елена Остапенко      | Патрича Мария Циг   | 3-6 7-5 6-2     |
| 2008                    | Магдалена Рыбарикова | Анна Лапущенкова    | 6-4 6-2         |
| 2006                    | Альберта Брианти     | Алла Кудрявцева     | 6-1 6-4         |
| 2005                    | Екатерина Бычкова    | Эмма Лайне          | 6-1 6-2         |
| 2004                    | Анастасия Екимова    | Эмма Лайне          | 3-6 6-2 6-1     |
| 2003                    | Евгения Линецкая     | Татьяна Уварова     | 5-7 6-4 6-4     |

| Год  | Чемпионки                                  | Финалистки                           | Счёт              |
| ---- | ------------------------------------------ | ------------------------------------ | ----------------- |
| 2022 | Анна Калинская Кэти Макнэлли               | Алиция Росольская Эрин Рутлифф       | 6-3 6-7(5) [10-4] |
| 2021 | Надежда Киченок Йоана Ралука Олару         | Кейтлин Кристиан Сабрина Сантамария  | 2-6 6-3 [10-8]    |
| 2020 | Сюко Аояма Эна Сибахара                    | Алекса Гуарачи Кэйтлин Кристиан      | 4-6 6-0 [10-3]    |
| 2019 | Маргарита Гаспарян Екатерина Макарова      | Анна Калинская Виктория Кужмова      | 7-5 7-5           |
| 2018 | Тимея Бачински Вера Звонарёва              | Алла Кудрявцева Катарина Среботник   | 2-6 6-1 [10-3]    |
| 2017 | Елена Остапенко Алиция Росольская          | Ксения Кнолль Дарья Юрак             | 3-6 6-2 [10-5]    |
| 2016 | Мартина Хингис Саня Мирза                  | Вера Душевина Барбора Крейчикова     | 6-3 6-1           |
| 2015 | Виктория Голубич Александра Соснович       | Стефани Форетц Ана Врлич             | 6-4 7-5           |
| 2008 | Никола Франкова Анастасия Павлюченкова (2) | Нина Братчикова Василиса Давыдова    | 6-2 6-2           |
| 2006 | Анастасия Павлюченкова Юлия Солоницкая     | Юлия Бейгельзимер Алла Кудрявцева    | 6-1 6-4           |
| 2005 | Нина Братчикова Екатерина Макарова         | Екатерина Косминская Алла Кудрявцева | 7-6(2) 6-2        |
| 2004 | Мария Головизнина Евгения Куликовская      | Дарья Кустова Елена Татаркова        | 7-5 6-1           |
| 2003 | Гульнара Фаттахетдинова Галина Фокина      | Ирина Булыкина Елена Ярышко          | 6-0 6-3           |